# Needhamiella
Needhamiella  (лат.) — род растений семейства Вересковые. Включает в себя один вид — Needhamiella pumilio (R.Br.) L.Watson.

## Ареал
Вид Needhamiella pumilio является эндемиком Австралии. Встречается в Западной Австралии.

## Биологическое описание
Низкие вечнозелёные кустарники 0,1—0,2 (0,05—0,25) метра в высоту.
Листья небольшие, супротивные, черешковые или сидячие, без прилистников, простые.
Цветки одиночные или собраны в соцветия; тычинок 5. Однополые цветки отсутствуют, растения являются гермафродитами; опыляются насекомыми или птицами.
Плод — безмякотная костянка.